# نورمان هاند
نورمان هاند (بالإنجليزية: Norman Hand)‏ هو لاعب كرة قدم أمريكية أمريكي، ولد في 4 سبتمبر 1972 في كوينز في الولايات المتحدة، وتوفي في 14 مايو 2010 في والتربورو في الولايات المتحدة.

## وصلات خارجية
- نورمان هاند على موقع مرجع كرة القدم المحترفة.كوم (الإنجليزية)